# La Bible satanique
Pour les articles homonymes, voir Bible.
La Bible satanique est un essai sur le satanisme écrit par l'Américain Anton Szandor LaVey en 1969.
Il a été traduit pour la première fois en français aux éditions du Camion Noir en 2006. Cet essai contient un ensemble de règles et rites censés rythmer la vie du sataniste. Lavey voulait avec ce livre jeter les bases doctrinaires de l'Église de Satan (The Church of Satan), renouvelant le satanisme par des principes matérialistes, athées et individualistes. Il a d'ailleurs proclamé le 30 avril 1966 le début de l'année 1, première année de l'ère de Satan.
Contrairement à la plupart des livres religieux, les règles qui y sont édictées ne sont pas une codification rigide de rites. LaVey expose seulement les grandes lignes de sa vision du satanisme avec quelques illustrations de son application au quotidien. Pour son auteur, la Bible satanique ne contient donc pas toute la Vérité du monde, c'est une grille de lecture du monde pour le sataniste. Ainsi, la Bible satanique n'est pas à comparer à un livre religieux délivrant un dogme, elle est plutôt un essai philosophico-théologique, faisant un éloge de l'ego et attaquant toutes les autres religions censées brider l'individu, l'appeler au renoncement, et lui faire accepter d'intolérables restrictions sous prétexte de salut pour l'au-delà.
LaVey était un personnage exalté, passionné et caractériel. On retrouve dans cette principale œuvre une renonciation profonde aux standards de la société et une recherche d'explications des côtés obscurs de la condition et de la pensée humaine. D'autres titres suivront tels que The Devil's notebook, The Satanic Witch ou encore, œuvre semi-posthume, Satan Speaks. Textes dans lesquels on retrouve des exemples plus concrets des préceptes énoncés dans la Bible satanique.
Le livre contient quatre grands chapitres, nommés selon les quatre princes de l'enfer :
- Satan (feu)
- Lucifer (air)
- Léviathan (eau)
- Belial (terre).

Ces quatre chapitres sont appelés des « livres » et chacun des princes de l'enfer symbolise un des quatre éléments.

## Les 9 représentations sataniques
Au début du livre, l'auteur cite les 9 représentations sataniques, qui sont aussi les 9 commandements de l'Église de Satan (Church of Satan).
1. Satan représente la complaisance, au lieu de l'abstinence !
2. Satan représente l'existence matérielle, au lieu de promesses spirituelles irréalistes !
3. Satan représente la sagesse immaculée et non un leurre hypocrite !
4. Satan représente la bonté pour ceux qui le méritent, au lieu de l'amour gaspillé pour des ingrats !
5. Satan représente la vengeance, au lieu de tendre l'autre joue !
6. Satan représente la responsabilité pour le responsable, au lieu du défilement !
7. Satan représente l'homme comme un animal comme un autre, quelquefois meilleur, quelquefois pire que ceux qui marchent à quatre pattes !
8. Satan représente tout ce qui peut être appelé péchés et qui peut mener à une gratification mentale, physique et émotionnelle !
9. Satan a été le meilleur ami que les églises aient connu, et le sera à jamais !

## Chapitres
- Prologue
- Les 9 Représentations Sataniques
- Le Livre de Satan (La Diatribe Infernale)
- Le Livre de Lucifer (La Connaissance)
  - Dieu Mort ou Vif
  - Le seul dieu à sauver devrait être vous
  - L'avènement d'un nouvel âge : celui du satanisme
  - L'enfer, le diable, et comment vendre votre âme
  - les quatre princes de l'enfer
  - Les noms infernaux
  - Aimer et détester
  - Sexe et satanisme
  - Des vampires qui ne sucent pas le sang
  - Complaisance... pas contrainte!
  - Sur le choix du sacrifice humain
  - La vie après la mort, l'accomplissement de l'ego
  - Fêtes religieuses
  - La messe noire

- Le Livre de Belial (Le Maître de la Terre)
  - La théorie et la pratique de la magie sataniste
  - Les trois types de rituels sataniques
  - Avertissement ! À ceux qui pratiqueraient ces arts
  - Le rituel ou chambre "intellectuelle de décompression"
  - Les ingrédients utilisés pour la magie satanique
  - Le rituel satanique
  - Objets utilisés dans un rituel satanique
- Le Livre de Léviathan (La Mer en Furie)
  - Invocation à Satan
  - Invocation employée lors des rites de luxure
  - Invocation employée lors des rites de destruction
  - Invocation employée lors des rites de compassion
  - Les clés énochiennes